# The French Connection (libro)
The French Connection (Contacto en Francia, en español) es un libro de no ficción escrito por Robin Moore y publicado en Norteamérica en 1969. Fue adaptado en la película homónima estrenada en 1971, dirigida por William Friedkin y escrita por Ernest Tidyman.

## Sinopsis
La historia sigue la exhaustiva investigación de los detectives Eddie Egan y Sonny Grosso, de la ciudad de Nueva York, mientras intentan desenmascarar a los involucrados en una red de narcotráfico. Debido a una corazonada, los detectives comienzan a investigar a Pasquale «Patsy» Fuca, quien es observado en un club nocturno asociándose con criminales conocidos. Se dan cuenta pronto de que Fuca está involucrado en una importante operación de narcotráfico, junto con dos franceses: Jean Jehan, el principal responsable de importar el cargamento de heroína a los Estados Unidos, y Jacques Angelvin, una estrella de televisión.